# آنا كوريا
آنا كوريا (بالإسبانية: Ana Correa)‏ (19 يناير 1985 في إسبانيا - ) هي لاعبة كرة طائرة إسبانيا في مركز وسط ‏. لعبت مع Hainaut Volley ‏.

## وصلات خارجية
- آنا كوريا على موقع الاتحاد الأوروبي (الإنجليزية)